# Cyrille Dubois
Cyriel Dubois (Gooik, 17 maggio 1914 – Louvain, 22 marzo 1983) è stato un ciclista su strada belga.
Professionista dal 1937 al 1939, concluse al terzo posto la Freccia Vallone del 1938, anno in cui ottenne la sua unica vittoria da professionista in una tappa del Giro del Belgio. La Seconda guerra mondiale mise definitivamente termine alla sua carriera ciclistica.

## Palmarès
- 1936 (Indipendenti, una vittoria)

Le Circuit de la Meuse - Liége
- 1938 (Helyett, una vittoria)

4ª tappa, 2ª semitappa Giro del Belgio (Bastogne > Liegi)

## Piazzamenti

### Classiche monumento
- Parigi-Roubaix

1939: 28º
- Liegi-Bastogne-Liegi

1937: 48º
1938: 37º
1939: 42º